# يوري ماسليوكوف
يوري دميترييفيتش ماسليوكوف (بالروسية: Юрий Дмитриевич Маслюков) (30 سبتمبر 1937 – 1 أبريل 2010) كان سياسيًا سوفيتيًا وروسيًا، شغل مناصب عليا خلال الحقبة السوفيتية وما بعد انهيار الاتحاد السوفيتي، وكان آخر من تولى رئاسة لجنة التخطيط الحكومي (غوسبلان) قبل تفكك الاتحاد السوفيتي، كما شغل منصب النائب الأول لرئيس وزراء روسيا بين عامي 1998 و1999.

## الحياة السياسية
تخرّج ماسليوكوف كمهندس، وانخرط في العمل الصناعي والإداري، ثم انتقل إلى المناصب العليا في الحزب الشيوعي السوفيتي. في عام 1988، عُيّن رئيسًا لـ غوسبلان، الهيئة المركزية المسؤولة عن التخطيط الاقتصادي الشامل في الاتحاد السوفيتي، حيث استمر في المنصب حتى عام 1991، عشية انهيار الدولة السوفيتية.

## في روسيا ما بعد الاتحاد السوفيتي
رغم خلفيته الشيوعية، شارك ماسليوكوف في الحكومة الروسية بعد الانهيار السوفيتي. في أعقاب الأزمة المالية الروسية عام 1998، عُيّن نائبًا أول لرئيس الوزراء في حكومة يفغيني بريماكوف، وكان من الشخصيات القليلة ذات الخلفية الشيوعية التي تولّت منصبًا رفيعًا في عهد بوريس يلتسن.
أسهم في وضع برامج اقتصادية عاجلة لإنقاذ روسيا من تداعيات الأزمة، بما في ذلك تدخل الدولة في الاقتصاد وتنسيق السياسات المالية والصناعية.

## الوفاة
توفي يوري ماسليوكوف في 1 أبريل 2010 عن عمر ناهز 72 عامًا، بعد حياة حافلة في إدارة الاقتصاد السوفيتي والروسي، ويُعد من الرموز البارزة للفترة الانتقالية بين النظامين الاشتراكي والرأسمالي في روسيا الحديثة.